# Donato Miranda Fonseca
Donato Miranda Fonseca (Chilapa, Guerrero, 29 de junio de 1908 - Ciudad de México, 29 de septiembre de 1995) fue un abogado y político mexicano, miembro del Partido Revolucionario Institucional. Fue el primer titular de la entonces Secretaría de la Presidencia durante el sexenio del presidente Adolfo López Mateos entre 1958 y 1964.
Oriundo de Chilapa, Guerrero, donde realizó sus estudios de primaria y secundaria, posteriormente se graduó de la Escuela Nacional de Maestros y se tituló como abogado por la Escuela Libre de Derecho el 11 de abril de 1935. Fungió como juez de primera instancia en Tecpan, Teloloapan, Taxco, Chilpancingo y Chilapa entre 1934 y 1937; y fue magistrado del Tribunal Superior de Justicia de Guerrero en 1947.
Electo diputado federal a la XXXIX Legislatura de 1943 a 1946 y senador por Guerrero a las Legislaturas XL y XLI de 1946 a 1952. En dos ocasiones fue elegido Presidente municipal de Acapulco de Juárez, de 1953 a 1954 y de 1955 a 1958, además de Presidente del Supremo Tribunal de Justicia del Distrito y Territorios Federales.
El 1 de diciembre de 1958 al asumir la presidencia Adolfo López Mateos lo nombró titular de la recién creada Secretaría de la Presidencia, encargada de coordinar los planes y obras de las restantes secretarías de estado, así como asignar sus presupuestos, lo cual le dio un enorme poder e influencia política hasta ser considerado uno de los más importantes aspirantes a la candidatura del PRI a la presidencia de México en 1963 junto al entonces titular de Gobernación, Gustavo Díaz Ordaz, de quien era enemigo; López Mateos tomó la decisión de otorgar la candidatura a Díaz Ordaz, lo que dio como resultado el fin de la actividad política de Miranda, que no volvió a tener cargos gubernamentales.